# Sepedon femorata
Sepedon femorata is een vliegensoort uit de familie van de slakkendoders (Sciomyzidae). De wetenschappelijke naam van de soort is voor het eerst geldig gepubliceerd in 1984 door Knutson & Orth.